# Peter Hutchinson
Pour les articles homonymes, voir Hutchinson.
Peter Hutchinson, né Peter Arthur Woodhams le 4 mars 1930 à Londres et mort le 26 juin 2025 à Provincetown dans le Massachusetts, est un sculpteur britannique et artiste de collage.

## Biographie
Peter Hutchinson naît en 1930 à Londres. Actif à Provincetown dans le Massachusetts, il expose à Genève en 1994. Ses œuvres de Land Art sont enregistrées dans des photographies. Il produit également des paysages imaginaires à partir de photomontages et d'objets trouvés.
Peter Hutchinson meurt à Provincetown le 26 juin 2025 à l'âge de 95 ans.